# Teresa Rodríguez
María Teresa Rodríguez-Rubio Vázquez (Rota, Espanha, 17 de Setembro de 1981) é uma política espanhola.
Licenciada em Filologia árabe, está entre os cinco eurodeputados eleitos pela formação Podemos, nas eleições europeias de 2014. Ao ser eleita, trabalhava como professora do ensino secundário em Cádiz.

## Trajetória política
O seu ativismo remonta  a 1998. Tem participado no movimento antiglobalização, em protestos contra as bases da OTAN na Andaluzia, no movimento estudantil, no movimento feminista e na defesa dos direitos dos imigrantes. Foi militante da Izquierda Unida, de cuja presidência federal formou parte, como membro da corrente interna Espacio Alternativo. Em outubro de 2008, abandonou o partido, juntamente com os demais  militantes do Espacio Alternativo,  por discrepâncias pelos pactos com o PSOE e por considerar que a direcção da IU estava excessivamente profissionalizada, segundo declarou. Após abandonar a IU, o Espacio Alternativo transformou-se em Izquierda Anticapitalista, organização em que milita na atualidade. Nas eleições municipais de 2011,  formou parte da candidatura desta formação por Cádis. Participou da Marea Verde,  movimento em defesa da educação pública (2011-2012), e atua como sindicalista na Unión de Sindicatos de Trabajadores de la Enseñanza de Andalucía (USTEA).
Após a criação do Podemos, nos princípios de 2014, com vistas a concorrer nas eleições europeias daquele ano, foi eleita a número dois da candidatura, em primárias abertas. Finalmente, foi eleita deputada do Parlamento Europeu junto com outros quatro candidatos desta formação.